# Imljani
Imljani (cyr. Имљани) – wieś w Bośni i Hercegowinie, w Republice Serbskiej, w gminie Kneževo. W 2013 roku liczyła 823 mieszkańców.